# Guarda vermelha (Finlândia)

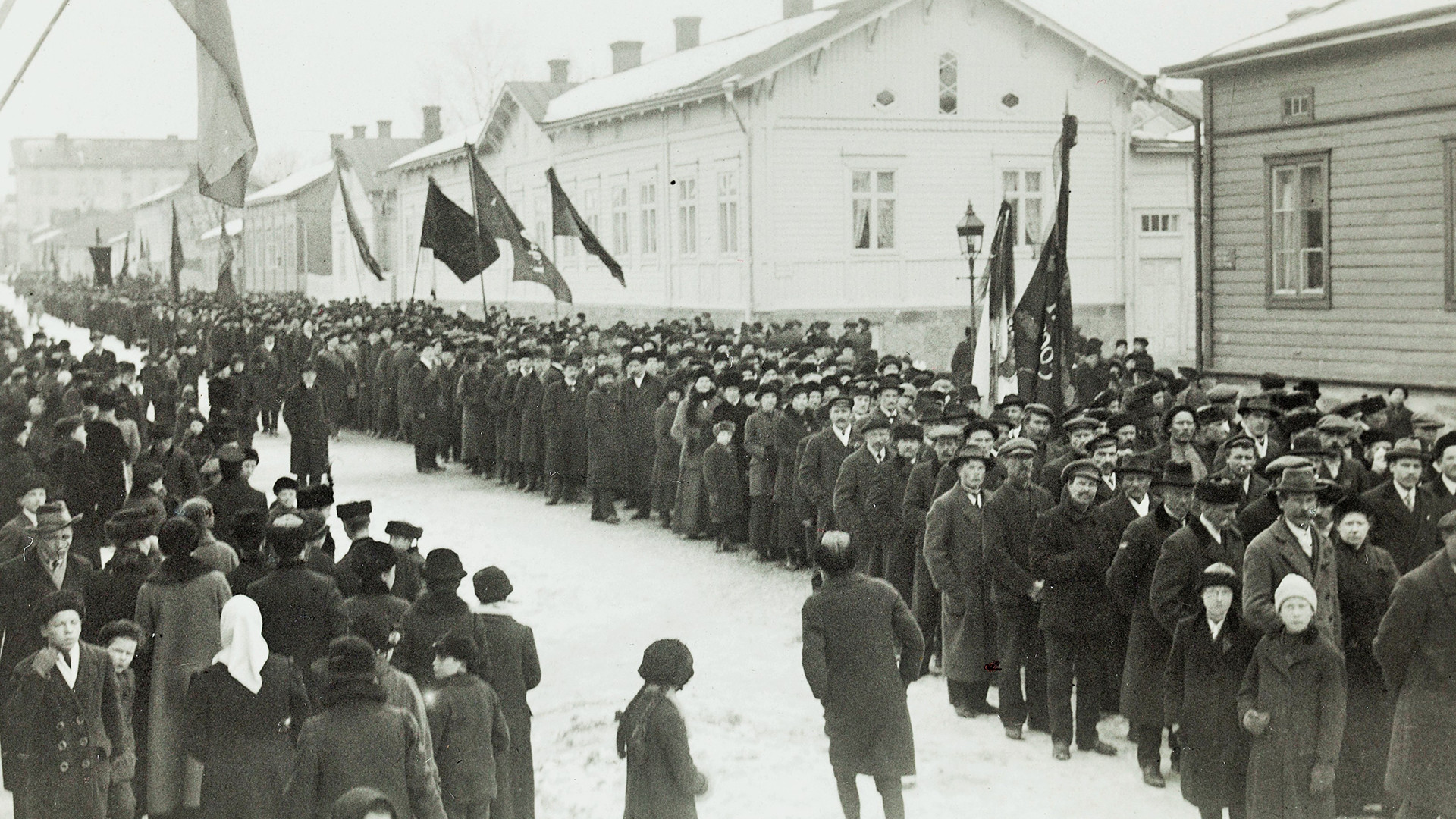
Homens da guarda vermelha.

A guarda vermelha, foi uma milícia finlandesa composta por revolucionários socialistas e social-democratas, que acabou sendo derrotada na guerra civil finlandesa. Sua base de operações era o sul da Finlândia, formando a chamada República Socialista dos Trabalhadores da Finlândia, governada pela Delegação Popular da Finlândia. Seu líder foi Kullervo Manner.